# Pazifikgeschwader 214
Pazifikgeschwader 214 (Alternativtitel: Die Schwarzen Schafe; englischer Originaltitel: Baa Baa Black Sheep, später während der Syndication: Black Sheep Squadron) ist eine US-amerikanische Fernsehserie von Stephen J. Cannell, die zwischen 1976 und 1978 gedreht wurde. Sie besteht aus 36 Episoden in zwei Staffeln, die vom Fernsehsender NBC ausgestrahlt wurden. Als Vorlage diente das Buch von Gregory Boyington, der ein erfolgreicher Jagdflieger des Zweiten Weltkriegs war.

## Handlung
Die „Marine-Fighter-Squadron 214“ (VMF-214 Black sheep) des United States Marine Corps besteht aus Außenseitern, Nervensägen, Schlägern und sonstigen auffällig gewordenen jungen Piloten, die über außergewöhnliches fliegerisches Können auf dem Kampfflugzeug Chance Vought F4U Corsair verfügen.
Major Gregory „Pappy“ Boyington – selbst ein Außenseiter, der nichts von Regeln hält – ist der Kommandeur der Fliegereinheit und hat seine Piloten vor dem Kriegsgericht bewahrt.
Die „schwarzen Schafe“ sind im Zweiten Weltkrieg auf der Insel Vella La Cava (Vella Lavella) im Pazifik stationiert. In der zweiten Staffel zieht auf der Insel eine Gruppe von Krankenschwestern ein.
Kernpunkte der Handlung sind einzelne Luftkriegseinsätze gegen den japanischen Gegner im Südpazifik. Die teils unkonventionelle Auftragserledigung, das findige Umschiffen militärtypischer Regularien, aber auch die Randbedingungen des Einsatzes bestimmen die Handlung der einzelnen Episoden.

## Erste Staffel
01: Ein Haufen schwarzer Schafe (Flying Misfits) (Pilotfilm, 120 Minuten)
02: Kampf um die Staffel (Best Three Out of Five)
03: Riskante Flucht (Small War)
04: Der Unglücksrabe (High Jinx)
05: Freund oder Feind (Prisoners of War)
06: Sabotage (Presumed Dead)
07: Der Überraschungsangriff (The Meatball Circus)
08: Überrannt (Up for Grabs)
09: Ein Himmelfahrtskommando (Anyone for Suicide?)
10: Invasion (New Georgia On My Mind)
11: Zum Erfolg verdammt (The Cat’s Whiskers)
12: Herzdame (Love and War)
13: Der Showpilot (The War Biz Warrior)
14: Zwischen Himmel und Hölle – Teil 1 (The Deadliest Enemy of All [1/2])
15: Zwischen Himmel und Hölle – Teil 2 (The Deadliest Enemy of All [2/2])
16: Unbesiegbar (Devil in the Slot)
17: Falscher Stolz (Five the Hard Way)
18: Fanatisch (The Last Mission Over Sengai)
19: Fehlentscheidung (Trouble at Fort Apache)
20: Die Versprengten (Poor Little Lambs)
21: Ein Bienenschwarm (W*A*S*P*S)
22: Feuersturm (Last One for Hutch)
23: Duell in den Wolken (The Fastest Gun)

## Zweite Staffel
24: Todesangst (Divine Wind)
25: Außer Rand und Band (The 200 Pound Gorilla)
26: Der Sondereinsatz (The Hawk Flies on Sunday)
27: Die Wölfe kommen (Wolves in the Sheep Pen)
28: Zwischen Theorie und Praxis (Operation Stand-Down)
29: Wilde Geschäfte (Ten’ll Get You Five)
30: Die Bewährungsprobe (Forbidden Fruit)
31: Auf verlorenem Posten (Fighting Angels)
32: Ehrung unerwünscht (The Iceman)
33: Tödlicher Ehrgeiz (Hotshot)
34: La Cava Revue (The Show Must Go On … Sometimes)
35: Im Rampenlicht (Sheep in the Limelight)
36: Die rettende Insel (A Little Bit of England)

## Anekdoten, Wissenswertes und Anachronismus

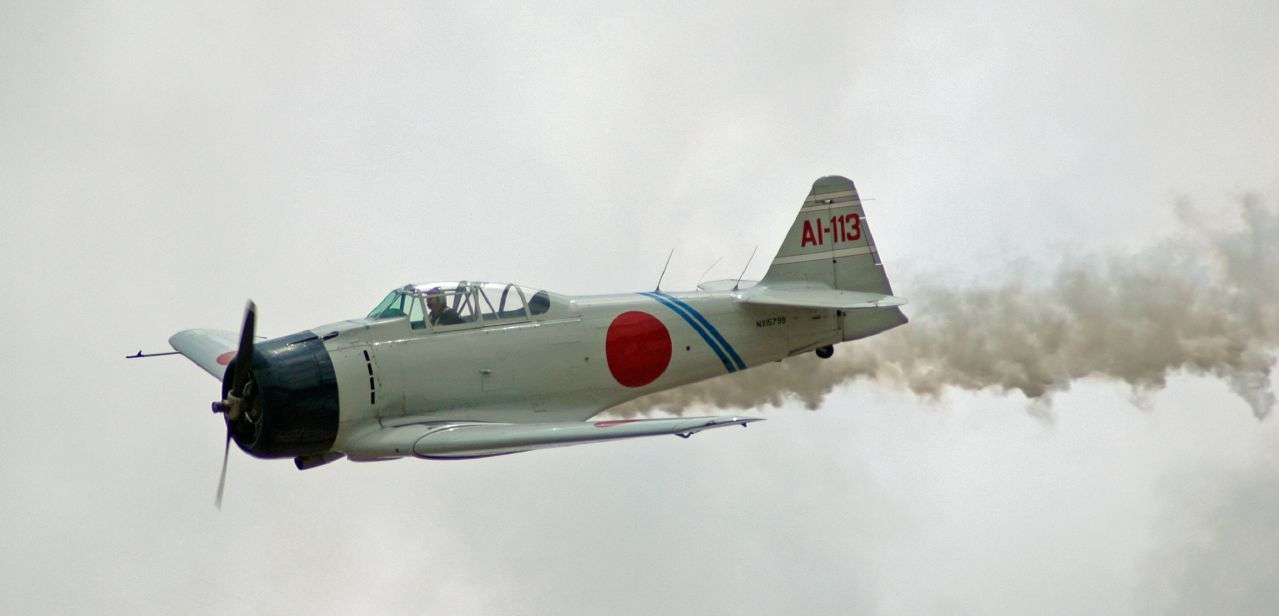
T6 Texan als Mitsubishi „Zero“

- Gregory „Pappy“ Boyington, auf dessen Buch die Serie beruht, hat in den Folgen 2 Kampf um die Staffel und 29 Wilde Geschäfte zwei Gastauftritte als General Kenley.
- Der musikalische Vorspann We are poor little lambs/Who have lost our way/Baa! Baa! Baa! gehört zum Repertoire der Yale Whiffenpoofs, einer der ältesten A-cappella-Gruppen der Vereinigten Staaten.
- Die Flughafenaufnahmen wurden überwiegend auf dem ehemaligen Gelände des Indian Dunes Airport in Valencia, Kalifornien, gedreht.
- Abgesehen von vier Maschinen der Commemorative Air Force wurden in der Fernsehserie die japanischen Jagdflugzeuge vom Typ Mitsubishi A6M „Zero“ durch North American T-6 in japanischer Farbstellung dargestellt.
- Im Vorspann stürzt eine Chance Vought F4U mit einem weißen Pfeil auf einer Tragfläche in Richtung Feind. Es sind die Abzeichen des Flugzeugträgers Bunker Hill. Die Black Sheeps sind aber weder auf einem Flugzeugträger stationiert noch gehören sie der US Navy an.
- Aus rechtlichen Gründen wurde die Insel Vella Lavella in „Vella La Cava“ umbenannt. Dasselbe passierte mit der Nachschub- und Versorgungsinsel Espiritu Santo, aus der „Espiritos Marcos“ wurde.
- Das Amphibienflugzeug, das in einigen Folgen auftaucht, ist ein Grumman-Doppeldecker des Typs Grumman JF „Duck“.